# Église Saint-Jean de Bagnères-de-Bigorre
Pour les articles homonymes, voir Église Saint-Jean.
L'église Saint-Jean de Bagnères-de-Bigorre est une ancienne église, construite à la fin du XIIIe siècle à Bagnères-de-Bigorre, en Bigorre. Elle est ruinée par un incendie en 1901. Son portail, subsistant, est inscrit comme Monument historique en 1926.

## Historique
Un incendie ruine l'ancienne église en 1901. Le portique et son portail central subsistent seuls. Ils sont inscrits en 1926 comme Monument historique

### Les Hospitaliers
Les Hospitaliers .de l'ordre de Saint-Jean de Jérusalem construisent l'église à Bagnères, en Bigorre, à la fin du XIIIe siècle, vers 1280. Elle porte le vocable de saint Jean.
Après la Révolution, l'église fut transformée en théâtre.

## Description
Les vestiges de l'église sont situés à l'angle de la rue Saint-Jean et de la rue des Thermes.
Le portail est formé de deux baies en ogive, séparées par une colonne à chapiteau d'architecture romane à grandes fleurs. Le tympan présente une croix de Jérusalem inscrite dans un cercle orné. Le tout est surmonté d'un grand arc en ogive.
De part et d'autre du portail, le portique se poursuit avec des séries de baies en ogive, supportées par des colonnes doubles à chapiteaux romans doubles.